# Solenostoma tuberculiferum
Solenostoma tuberculiferum là một loài rêu tản trong họ Jungermanniaceae. Loài này được (Herzog) Váňa, Hentschel & J. Heinrichs miêu tả khoa học lần đầu tiên năm.